# 金城新
金城 新（きんじょう あらた、1991年〈平成3年〉11月22日 - ）は、日本の空手家。沖縄県沖縄市出身。沖縄国際大学卒業。

## 経歴
世界空手選手権の団体形で、同じ沖縄劉衛流龍鳳会所属の喜友名諒（2020 東京オリンピック 空手形 金メダリスト）、上村拓也とともに大会2連覇を達成   。また、 アジア空手道選手権大会の団体形でも金城、喜友名、上村の3選手で大会6連覇している。

## 主な戦績
| 年     | 大会               | 開催地                       | 順位 | 種目   |
| ------ | ------------------ | ---------------------------- | ---- | ------ |
| 2015年 | アジア選手権       | 横浜、日本                   | 優勝 | 団体形 |
| 2016年 | 世界選手権         | リンツ、オーストリア         | 優勝 | 団体形 |
| 2017年 | アジア選手権       | アスタナ、カザフスタン       | 優勝 | 団体形 |
| 2018年 | アジア選手権       | アンマン、ヨルダン           | 優勝 | 団体形 |
| 2018年 | 世界選手権         | マドリッド、スペイン         | 優勝 | 団体形 |
| 2019年 | アジア選手権       | タシュケント、ウズベキスタン | 優勝 | 団体形 |
| 2021年 | アジア空手道選手権 | アルマトイ、カザフスタン     | 優勝 | 団体形 |
| 2022年 | アジア空手道選手権 | タシケント、ウズベキスタン   | 優勝 | 団体形 |